# Сэмпсон, Агнес
Агнес Сэмпсон (англ. Agnes Sampson; ум. 28 января 1591, Эдинбург) — одна из известных жертв охоты на ведьм в Шотландии.

## Биография
О большей части её жизни не сохранилось сведений, считается что она была акушеркой и проживала с детьми в Хаддингтоне. Осенью 1590 года она была арестована вместе с другими обвиняемыми по показаниям Гейлис Данкан — молодой служанки, работавшей в доме судебного чиновника Дэвида Ситона. После ареста Сэмпсон была подвергнута пыткам, под которыми она созналась, что вызвала шторм в Северном море, который мешал движению королевского корабля, на котором находились король Яков VI и его супруга Анна Датская.
В некоторых источниках упоминалось, что Сэмпсон разговаривала с королём Яковом VI, который сомневался в её виновности. В одном из разговоров с королём она отвела его в сторону и передала ему разговор короля с его женой, после чего Яков VI убедился в её возможной виновности. 27 января 1591 года ей было предъявлено обвинение в колдовстве по 53 пунктам статей. На следующий день она была доставлена в Каслхилл, где она была задушена, а затем сожжена на костре.